# Bâcleș
Bâcleș é uma comuna romena localizada no distrito de Mehedinți, na região de Oltênia. A comuna possui uma área de 96.46 km² e sua população era de 2321 habitantes segundo o censo de 2007.